# Halina Rubinek
Halina (Hinda) Rubinek pseud. „Hela”, „Helena” (ur. 21 maja 1924 w Tomaszowie Mazowieckim, zm. 23 marca 1943 w KL Auschwitz) -  działaczka ruchu „Akiwa”, uczestniczka tajnego nauczania w getcie tomaszowskim, członkini organizacji bojowej „Frajhajt”, uczestniczka walk zbrojnych, łączniczka Żydowskiej Organizacji Bojowej, ofiara terroru hitlerowskiego.

## Rodzina
Była córką Hersza Mordki (Hirsza Mordechaja) Rubinka (1888-1942) i Ajdli vel Adeli z domu Szternfeld (1898-1942). Ojciec był handlarzem i właścicielem firmy tekstylnej. Rodzina mieszkała w Tomaszowie Mazowieckim w budynku murowanym (ul. św. Antoniego 38 m. 4), położonym przy parku dra Jana Serafina Rodego. Dziadkowie Josek Rubinek (1856-1935) i Fajga z Elbingerów (1858-1942?) mieszkali opodal przy ul. św. Antoniego 19 m. 1.

## Edukacja
Uczyła się w 8-klasowym Prywatnym Gimnazjum Żeńskim Anny Wajkselfiszowej. W IV klasie przystąpiła (bez porozumienia z rodzicami) do ruchu młodzieżowego „Akiwa”, łączącego idee socjalizmu i postulat odtworzenia państwa żydowskiego na terenie Palestyny. Ruch ten był szczególnie popularny w środowisku młodzieży akademickiej, zwłaszcza wśród żydowskich studentów Uniwersytetu Jagiellońskiego. Nie uczestniczyła jednak w obozach letnich „Akiwy” w 1938 i 1939 z powodu stanowczego sprzeciwu rodziców.

## Działalność konspiracyjna w okresie okupacji
W czasie okupacji Halina Rubinek zaangażowała się z ramienia „Akiwy” w nauczanie dzieci i młodzieży. W latach 1940–1942 tworzyła wraz z rówieśnikiem Beniaminem Waldem (1925-2006) dwójkę skautowską, na zmianę uczącą i zabezpieczającą podległą im grupę uczniowską przed zdemaskowaniem. W połowie 1940 podjęła działalność konspiracyjną za cichą zgodą rodziny, która została przesiedlona do getta tomaszowskiego (na ul. Słoneczną 8) 20 listopada 1941. Przystąpiła do żydowskiej organizacji młodzieży walczącej „Frajhajt” („Wolność”). Od 1940 była łączniczką pomiędzy gettem tomaszowskim i innymi zamkniętymi żydowskimi dzielnicami na terenie Generalnego Gubernatorstwa, m.in. nawiązała kontakty z gettem warszawskim, radomskim i krakowskim. Do tej roli nadawała się doskonale. Była inteligentna, sprytna i opanowana. Miała „aryjską” aparycję i doskonale posługiwała się literackim językiem polskim (bez żadnych śladów obcej naleciałości). Jak wspominała Gusta Dawidsohn-Dränger (ps. „Justyna”), R. utrzymywała stałe kontakty pomiędzy Żydami krakowskimi a Żydami tomaszowskimi. W podróżach posługiwała się fałszywymi „aryjskimi” dokumentami. Na początku r. 1942, gdy pojawiły się pierwsze informacje o planach likwidacji getta tomaszowskiego, nielegalnie przedostała się wraz z inną tomaszowianką Esterą Michlewicz (1923-1943), ps. „Irena”, do Krakowa. Przeszła przeszkolenie bojowe w obozie letnim we wsi Kopaliny pomiędzy Bochnią i Wiśniczem. Od VIII 1942 r. działała jako łączniczka Żydowskiej Organizacji Bojowej. Potem na terenie getta krakowskiego sformowała pięcioosobowe komórki, złożone z młodzieży żydowskiej pochodzącej z Tomaszowa. Współtworzyła fałszywe dokumenty umożliwiające poruszanie się poza terenem getta. Od września do grudnia 1942 brała udział w kilku działaniach sabotażowych poza terenem getta, m.in. w niszczeniu linii kolejowej Bochnia-Kraków. 22 grudnia 1942 uczestniczyła w akcji „gwiazdkowej”. Według Beniamina Yaari-Walda, Halina Rubinek wraz z piątką bojowników z Tomaszowa przeprowadziła atak na kawiarnię „Cyganeria”, w czasie którego zabito 7 Niemców, 13 raniono. Jednocześnie Żydowska Organizacja Bojowa zaatakowała (z różnym skutkiem) inne popularne miejsca rozrywki, przeznaczone wyłącznie dla Niemców: kawiarnię „Esplenada”, klub oficerski „Zakopianka”, teatr „Scala” i kasyno oficerskie w budynku Muzeum Narodowego. Reakcja niemiecka była natychmiastowa. Większość członków krakowskiego ŻOB została wkrótce aresztowana na podstawie informacji żydowskich kolaborantów.

## Więzienie, śmierć
Po aresztowaniu Halina Rubinek przebywała w żeńskim oddziale więzienia Montelupich w celi nr 15 przy ul. Helclów. W marcu 1943 pracowała w pralni więziennej. Kontaktowała się z członkami organizacji „Frajhajt”, więzionymi w męskiej części Montelupich. 19 marca 1943 została wywieziona do obozu koncentracyjnego w Auschwitz. Zginęła w obozie 23 marca 1943. Według innej wersji Halina Rubinek została rozstrzelana 19 marca 1943 w Krakowie wraz z Szchorą (Cesią) Dränger (ps. „Czarna”), inną łączniczką ŻOB.